# チュックボール

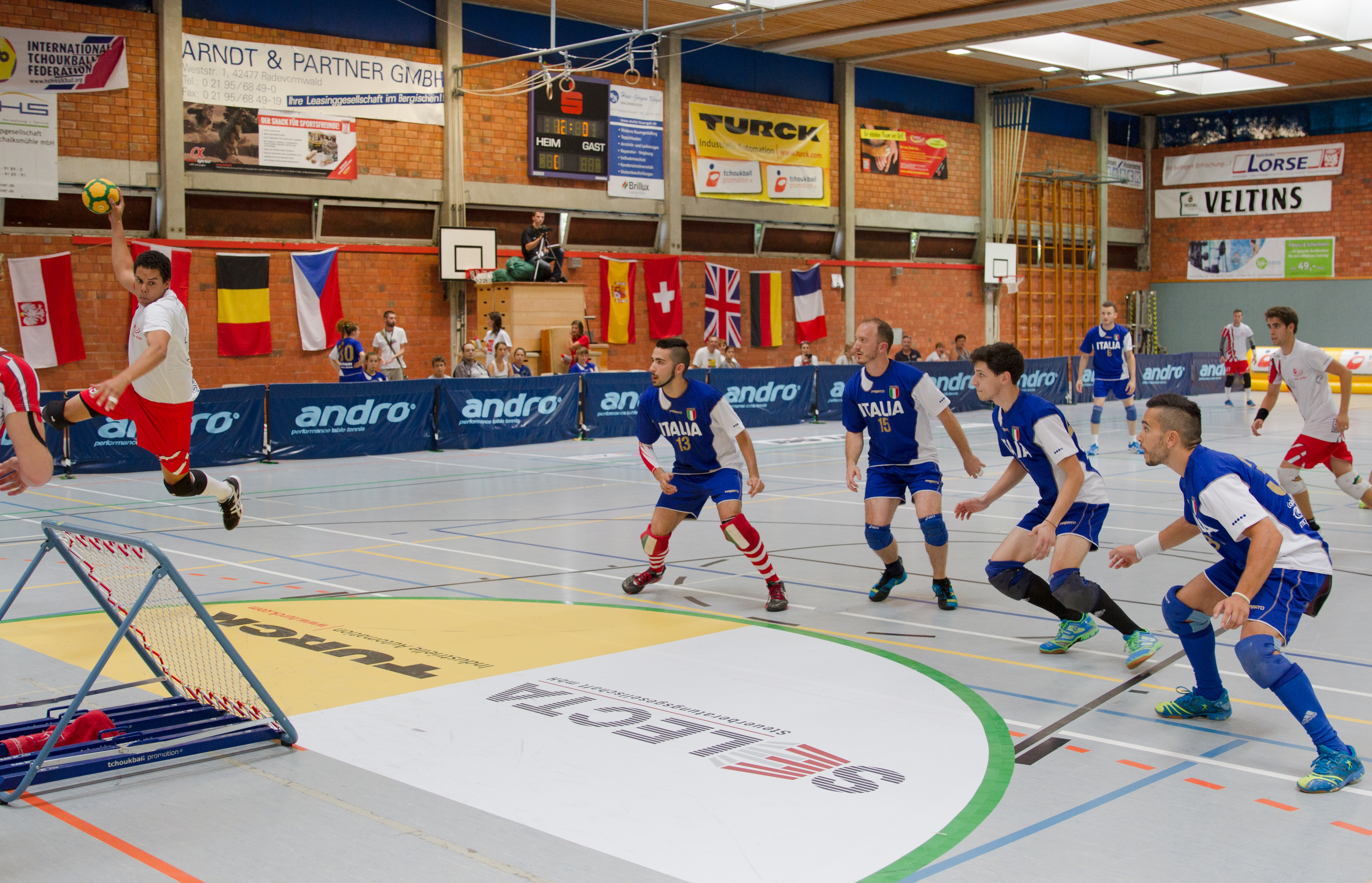
2014年ヨーロッパチュックボール選手権

チュックボール (tchoukball) とは、コートのエンドライン上に置かれたネットにボールをシュートするハンドボール形式のスポーツである。1970年にスイスのヘルマン・ブラントが考案した。「チュック（tchouk）」は、ボールがネットに当たったときの音に由来する。
攻撃側がシュートしてネットから跳ね返ったボールを守備側がノーバウンドでキャッチできなければ攻撃側の得点となり、キャッチできればそのチームにシュート権が移る。ドリブルをせず、3回以内での味方同士のパスのみでボールを運び、シュートする。相手チームのシュートやパスを妨害してはならないのが特徴。
1971年に国際チュックボール連盟（FITB）が創設され、スイスで第1回世界チュックボール選手権が開催された。
1980年、東京大学に留学していた台湾師範大学の方瑞民教授によって日本に紹介され、同時に群馬県スポーツ振興事業団にも紹介された。日本選手権大会は毎年3月第1日曜日に群馬県前橋市で開催されている。

## ルール

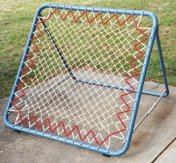
ネット

- 味方同士のパスは3回までできる。（スローインは含めない）
- ボールを持ったら3歩まで移動できる。
- ボールを持ったら3秒まで保持できる。
- 同じネットには続けて3回までしかシュートできない。（ツーネットの場合）
- センターラインを越えればスローイン側のネットへもシュートができる。
- パスミスなどでボールが床に落ちたら、落ちたところから相手チームからのスタートになる。
- ネットの前にある半径3メートルの立入禁止区域にはボールを持って入ることはできない。
- シュートの失敗は相手の得点になる。失敗と判定されるのは以下の場合。
  - ネットに当たらなかった時。
  - ネットに当たって立入禁止区域にボールが落ちた時。
  - ネットに当たってコート外にボールが落ちた時。
  - シュートした当人に当たった時。（自爆）

公式ルールではプレイヤーは9人で行うが、日本国内で多くの大会はバスケットボールコートを流用し7人制で行っている。福島県ではワンネット（ハーフコートともいう）の4人制の大会も開催されている。ボールは公式の物も存在するが、日本国内ではケガ予防の観点から「ハンドボール」を使用している。
一般男子はハンドボール3号球、女子は2号球が使われる。ただし、レクリエーションとして行われるゲームではこれにとらわれない。